# Macrochiton pallidespinosus
Macrochiton pallidespinosus är en insektsart som beskrevs av Brunner von Wattenwyl 1895. Macrochiton pallidespinosus ingår i släktet Macrochiton och familjen vårtbitare. Inga underarter finns listade i Catalogue of Life.